# Deutsch Jahrndorf
Deutsch Jahrndorf (węg. Németjárfalu, słow. Nemecké Jarovce) – gmina wiejska we wschodniej Austrii, w kraju związkowym Burgenland, w powiecie Neusiedl am See, tuż przy granicy ze Słowacją i Węgrami. Leży w  tzw. trójstyku granicznym.

## Historia
Do 1920/1921 miejscowość położona była na terenie Węgier. Działania madziaryzacyjne spowodowały, że zamiast historycznej niemieckiej nazwy (Niemcy stanowili większość mieszkańców, Węgrzy stanowili liczną mniejszość) wprowadzono nową – Német-Járfalu. W wyniku traktatu w Trianon Deutsch Jahrndorf przyłączono do Austrii. W okresie zimnej wojny była to najbardziej położona na wschód miejscowość kapitalistyczna, stykająca się z obszarem komunistycznym.

## Zabytki
- kościół katolicki pw. św. Bartłomieja (Hl. Bartholomäus) o średniowiecznym rodowodzie; dolna część wieży ma cechy romańskie
- kościół ewangelicki z 1838
- budynek pocztowy z 1610, na dawnej trasie pocztowej Wiedeń-Budapeszt.